# Curso de lancero

Insignia Lanceros

Lancero (en inglés: Lancer) es un curso militar y una denominación dentro del Ejército Nacional de Colombia. Este curso es llevado a cabo en la Escuela de Lanceros de Colombia, ubicada en la base aérea de Tolemaida, Departamento del Tolima en Colombia. 

## Historia del Curso
El curso fue creado como resultado de la reforma que se llevó a cabo dentro de la organización Ejército Nacional de Colombia a principios de los años 60 como una forma de especializar y reenfocar al ejército nacional hacia un conflicto irregular con campesinos armados en las montañas de Colombia. Sin experiencia y con pocos conocimientos de guerra de guerrillas, el Ejército colombiano envió a sus propios oficiales a Fort Benning en Georgia, Estados Unidos, para que pudieran realizar el Curso de Guardabosques que allí se realiza y como una forma de aplicar los conocimientos adquiridos en la situación específica de Colombia.
Las técnicas aprendidas en el curso americano fueron modificadas y enseñadas a oficiales y suboficiales del Ejército y a algunos oficiales alistados y de alto rango de la Infantería Naval. Estas técnicas se difundieron posteriormente en las Fuerzas Militares.
En 1959, el Capitán Hernando Bernal Durán formó las primeras Compañías Lancer del Ejército Nacional de Colombia, siguiendo el modelo de las Compañías del 75.º Regimiento Ranger del Ejército de EE. UU. y las Compañías de Rangers de la guerra de Corea (aplicando las lecciones aprendidas en los despliegues de paz del Ejército colombiano en la guerra de Corea años antes). Estas empresas de nueva creación eran más ágiles y flexibles, lo que conducía a operaciones más exitosas. Fueron agregados como personal de apoyo para unidades donde el enemigo era aún más agresivo y activo.
En 1966, un brote de bandidos dispersos requirió la creación de unidades aún más ágiles y rápidas. Este año el comando militar del Ejército colombiano puso en marcha un programa de entrenamiento más extenso para combatir a los rebeldes; este programa luego se convertiría en un curso único llamado "Contraguerrillas" y fue puesto en el programa Lancer.

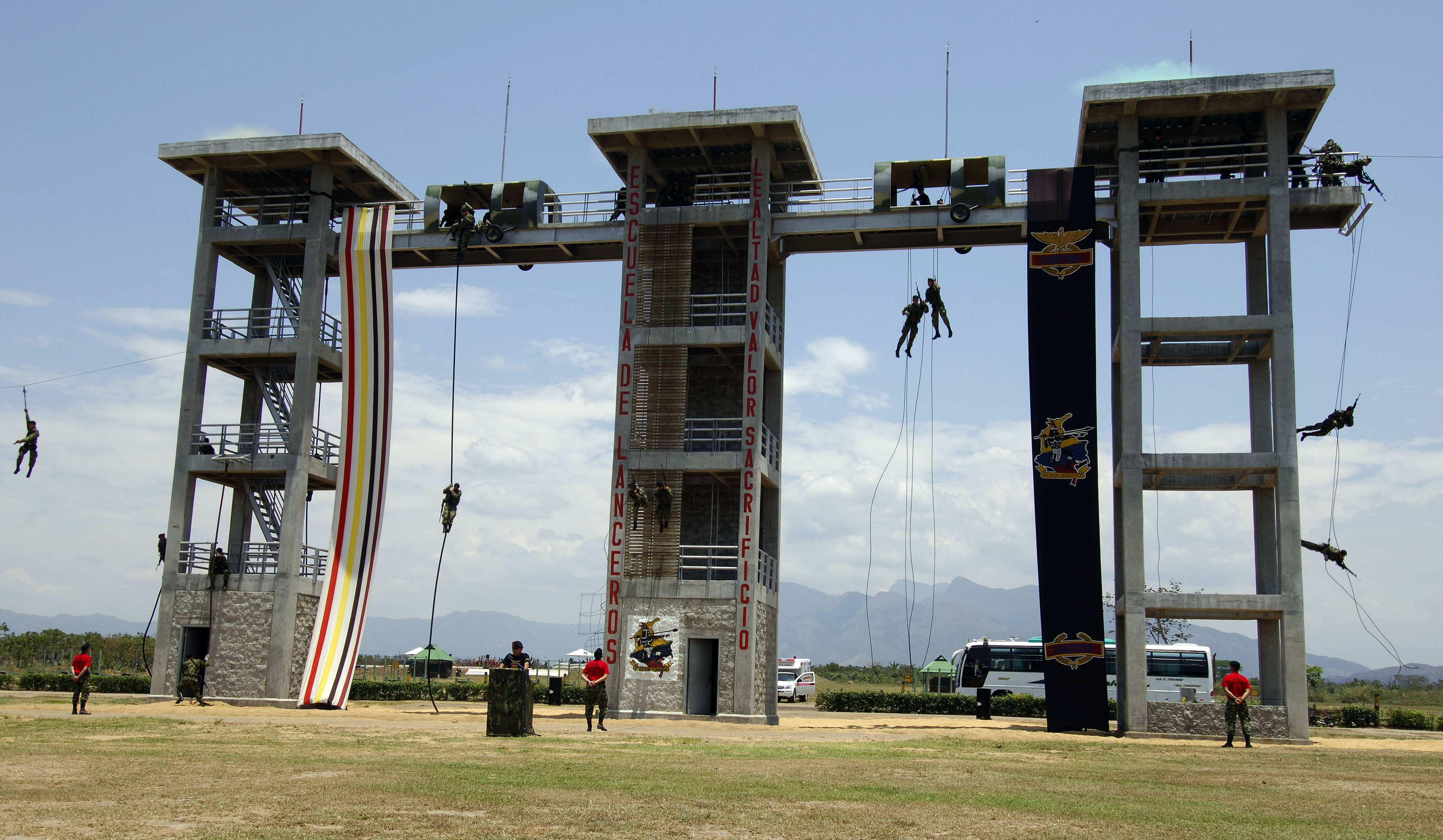
Miembros de las fuerzas especiales colombianas realizan una manifestación para el Secretario de Defensa, Robert M. Gates, durante su gira por la Base Aérea de Tolemaida en Bogotá, Colombia, el 3 de octubre de 2007. Foto del Departamento de Defensa de Tech. Sargento. Jerry Morrison, Fuerza Aérea

Desde ese momento el curso Lancero se ha enfocado en la formación oficiales y suboficiales del Ejército, la Infantería de Marina y la Fuerza Aérea, al igual que el personal de Soldados Profesionales e Infantes de Marina Profesionales, con el fin de suplir las necesidades operacionales de un país enemigo que se esconde entre la población civil. Después de más de cuarenta años, el curso ha ganado cierta notoriedad entre el personal militar de todo el mundo, en gran parte debido a que se centra en la guerra de guerrillas y no en guerra convencional.

## El concepto Lancero y Lanza
El término Lancero, que puede traducirse como lancer ha dado lugar posteriormente al uso del término Lanza (Lance) como forma de referirse a un compañero de armas. De hecho, el curso ha enfatizado la importancia del trabajo cooperativo entre dos soldados como forma de lograr objetivos (uno es la lanza y el otro es el lancero). Por lo tanto, los términos Lanza y Lancero son formas coloquiales y honorables de llamar a un compañero soldado o a un oficial.